# Daniel Henney

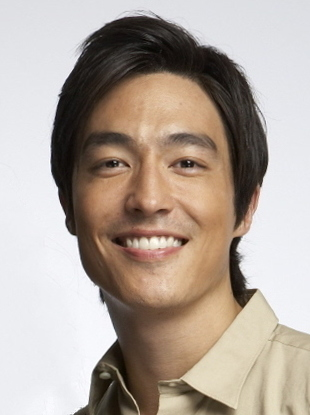
Daniel Henney in 2008

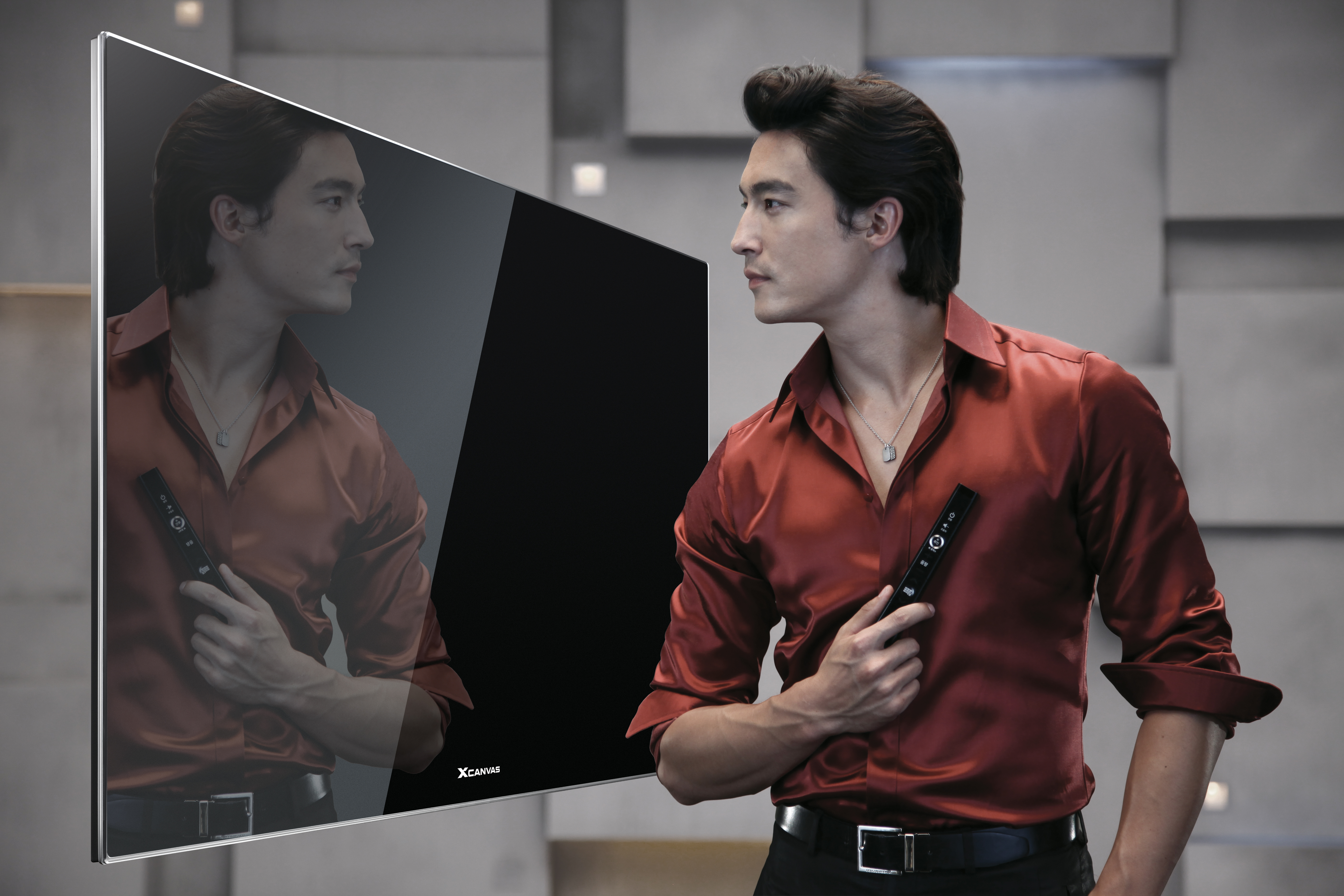
Daniel Henney in commercial van LG

Daniel Phillip Henney (Carson City (Michigan), 28 november 1979) is een Amerikaans acteur en model.

## Biografie
Henney werd geboren in Carson City (Michigan) bij een Koreaanse moeder en Ierse vader. Hij begon in 2001 als model terwijl hij studeerde aan de college, hij werkte in onder anderen Frankrijk, Italië, Hongkong en Taiwan.
Henney begon in 2005 met acteren in de televisieserie Hello Franceska, waarna hij nog meerdere rollen speelde in televisieseries en films. In 2010 werd hij samen met de cast genomineerd voor een People's Choice Award voor zijn rol in de film X-Men Origins: Wolverine in de categorie Favoriete Film Team.

## Filmografie

### Films
Uitgezonderd korte films.
- 2023 Missing - als agent Park
- 2022 Confidential Assignment 2: International - als Jack
- 2015 Agatha - als Rey
- 2014 Big Hero 6 - als Tadashi Hamada (stem)
- 2013 Occult - als agent Thompson
- 2013 Seu-pa-i - als Ryan
- 2013 One Night Surprise - als Bill
- 2013 The Last Stand - als Phil Hayes
- 2012 Shanghai Calling - als Sam
- 2012 Papa - als Daniel
- 2009 X-Men Origins: Wolverine - als agent Zero
- 2007 My Father - als James Parker
- 2006 Seducing Mr. Perfect - als Robin Heiden

### Televisieseries
Uitgezonderd eenmalige gastrollen.
- 2021-2023 The Wheel of Time - als Lan Mandragoran - 16 afl.
- 2015-2020 Criminal Minds - als Matt Simmons - 49 afl.
- 2017-2019 Big Hero 6: The Series - als Tadashi Hamada (stem) - 6 afl.
- 2016-2017 Criminal Minds: Beyond Borders - als Matt Simmons - 26 afl.
- 2014 Revolution - als Peter Garner - 3 afl.
- 2012-2013 Hawaii Five-0 - als Michael Noshimuri - 3 afl.
- 2010 The Fugitive: Plan B - als Kai - ? afl.
- 2009-2010 Three Rivers - als dr. David Lee - 13 afl.
- 2006 Spring Waltz - als Phillip - miniserie
- 2005 My Lovely Sam Soon - als dr. Henry Kim - ? afl.

- International Standard Name Identifier: 0000 0000 7132 5962
- Library of Congress Control Number: no2009150505
- Nederlandse Thesaurus van Auteursnamen: 333835212
- Virtual International Authority File: 100816753
- WorldCat: E39PBJjdcf9XjTPkpxVjptmrv3